# Museo Marítimo de Oskarshamn
El Museo Marítimo de Oskarshamn es un museo situado en Oskarshamn en Suecia. El museo es dedicado a la presentación de la historia marítima de Oskarshamn y su entorno.

## Exposición
La colección del museo comprende más de 3 000 de objetos, incluyendo: 
- Arte marítimo
- Modelos de navíos
- Uniformes de la Marina
- Instrumental marino